# TOS-1
TOS-1 Buratino (russisch тос, тяжёлая огнемётная система; „Schweres Flammenwerfersystem“) ist ein gepanzerter Mehrfachraketenwerfer, der Raketen mit thermobarischen Sprengköpfen abfeuert. Weitere Bezeichnungen sind TOS-1-4 und HFS-1. Der Raketenwerfer wird von Omsktransmasch hergestellt. Der Name stammt vom russischen Buch Burattino, welches eine Adaption der Geschichte von Pinocchio ist.

## Geschichte
Das Raketenwerfersystem wurde in den frühen 1980er-Jahren entwickelt. Über dieses System war im Westen lange Zeit nichts bekannt.

## Beschreibung

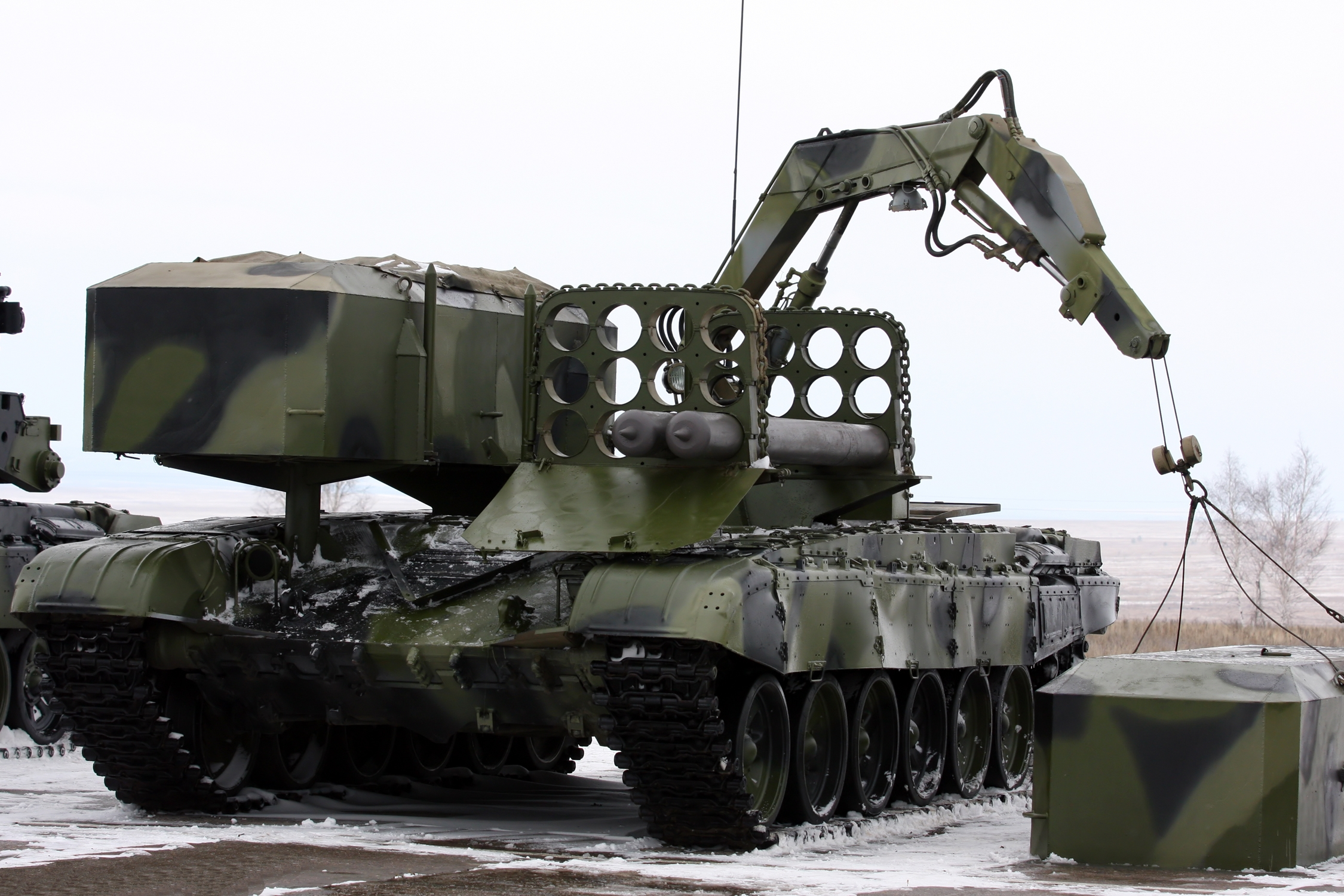
TSM-T

Das System besteht aus der Wanne eines T-72 und einem Werferbehälter für 30 oder 24 (TOS-1A) Raketen. Das gesamte Fahrzeug wird als Objekt 634 bezeichnet und wiegt im feuerbereiten Zustand 46 Tonnen. Die Höchstgeschwindigkeit liegt bei 60 km/h und die Reichweite mit einer Tankfüllung bei 550 km. Das System benötigt eine Besatzung von drei Mann. Es wird eine minimale Reaktionszeit aus voller Fahrt bis zum Raketenstart von drei Minuten erreicht. Die MO.1.01.04-Raketen haben eine maximale Bekämpfungsreichweite von 3,5 km. Die minimale Bekämpfungsreichweite liegt bei 400 m. Die Rakete hat ein Kaliber von 220 mm, eine Länge von 3,3 m und wiegt 173 kg. Die schnellstmögliche Feuerfolge liegt bei 7,5 Sekunden für alle 30 Raketen. Im praktischen Einsatz wird aber eine Feuerfolge von 15 Sekunden für alle  30 Raketen angewendet. Die Raketen sind mit einer Brandladung oder einem thermobarischen Sprengkopf ausgerüstet. Letzterer enthält neben der Zerlegeladung eine Wirkladung aus einer Mischung von Isopropylnitrat und Magnesiumpulver. Dieser Sprengkopf erzeugt bei seiner Detonation eine große Druck- und Hitzewirkung. Ein einzelnes Fahrzeug deckt mit einer Raketensalve eine Zielfläche von 200 Metern × 400 Metern ein. Durch die große Flächen- und Druckwirkung eignet sich das System aber auch zum Räumen von großen Minenfeldern. Daneben existiert auch ein zweiter Raketentyp mit einem konventionellen Brandgefechtskopf mit einer Füllung von Triethylaluminium.

## Varianten
Im Jahr 2001 wurde die Version TOS-1A „Solnzepjok“ (Sonnenhitze) bei den russischen Streitkräften eingeführt. Das auf der Wanne des T-90 aufgebaute Werferfahrzeug trägt die Bezeichnung BM-1 und hat einen 24 Raketen fassenden Werferbehälter. Zusätzlich existiert unter der Bezeichnung TSM-T (russisch Транспортно-заряжающая машина, ТЗМ-Т) ein Versorgungs- und Nachladefahrzeug. Die verbesserten MO.1.01.04M-Raketen haben eine Länge von 3,7 Metern und wiegen 217 kg. Die maximale Bekämpfungsreichweite liegt bei 6 km. Die seit 2020 verwendeten MO.1.01.04M2-Raketen haben eine maximale Reichweite von 10–12 km.
Im Jahr 2020 wurde die Ausführung TOS-2 „Tosotschka“ vorgestellt. Diese ist auf einem 6 × 6 Lkw vom Typ Ural-63706-0120 installiert. Das Fahrzeug verwendet einen Werferrahmen mit 18 Raketen.
Die Ausführung TOS-3 „Drakon“ wurde im Jahr 2025 vorgestellt. Verwendet wird die Wanne des T-72, T-80 oder T-14. Das Fahrzeug verwendet einen Werferrahmen mit 15 Raketen.

## Einsätze

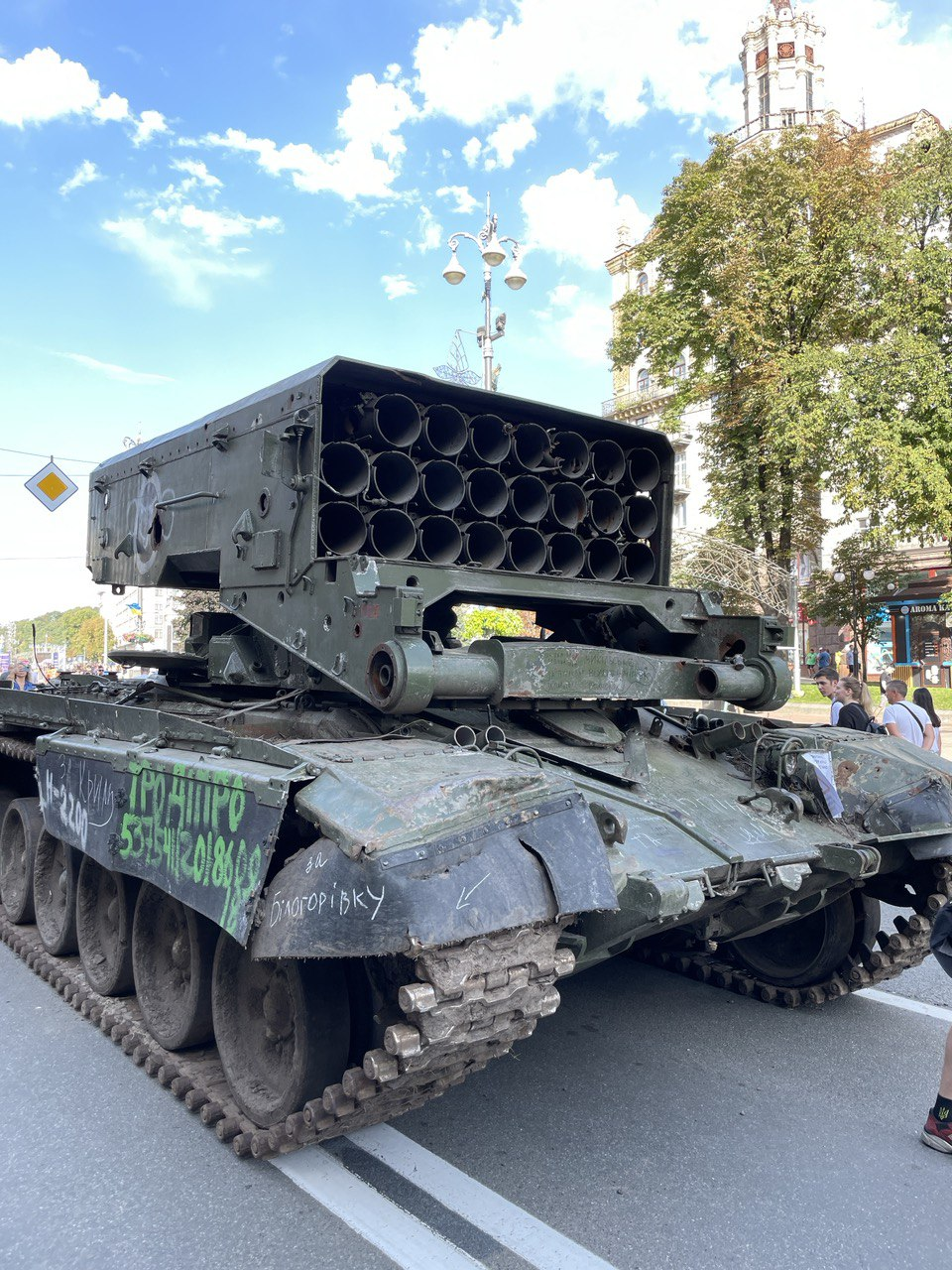
Erbeuteter TOS-1A bei der Paradeprobe in Kiew

### Afghanistan
Erstmals wurde das System in den späten 1980er-Jahren im sowjetisch-afghanischen Krieg beobachtet. Es wurde gegen die Mudschaheddin im Pandschschir-Tal eingesetzt.

### Tschetschenien
Im Zweiten Tschetschenienkrieg wurde das System mehrfach zum Räumen großer Minenfelder eingesetzt und im Kampf um Grosny, wodurch große Teile der Hauptstadt verwüstet wurden.

### Irak
2014/2015 exportierte Russland TOS-1E in den Irak. Der Irak befand sich im Kampf mit der Terrormiliz „Islamischer Staat“ (IS), dessen Kämpfer eroberten auf irakischen Militärstützpunkten Waffen und Militärtechnik. Irakische Soldaten wurden drei Monate ausgebildet, um den TOS-1A „Solnzepjok“ bedienen zu können. Erstmals wurde damit das Waffensystem in ein Land außerhalb der früheren Sowjetunion geliefert.
Das Waffensystem wurde 2016/2017 bei der Schlacht um Mossul gegen IS-Stellungen eingesetzt.

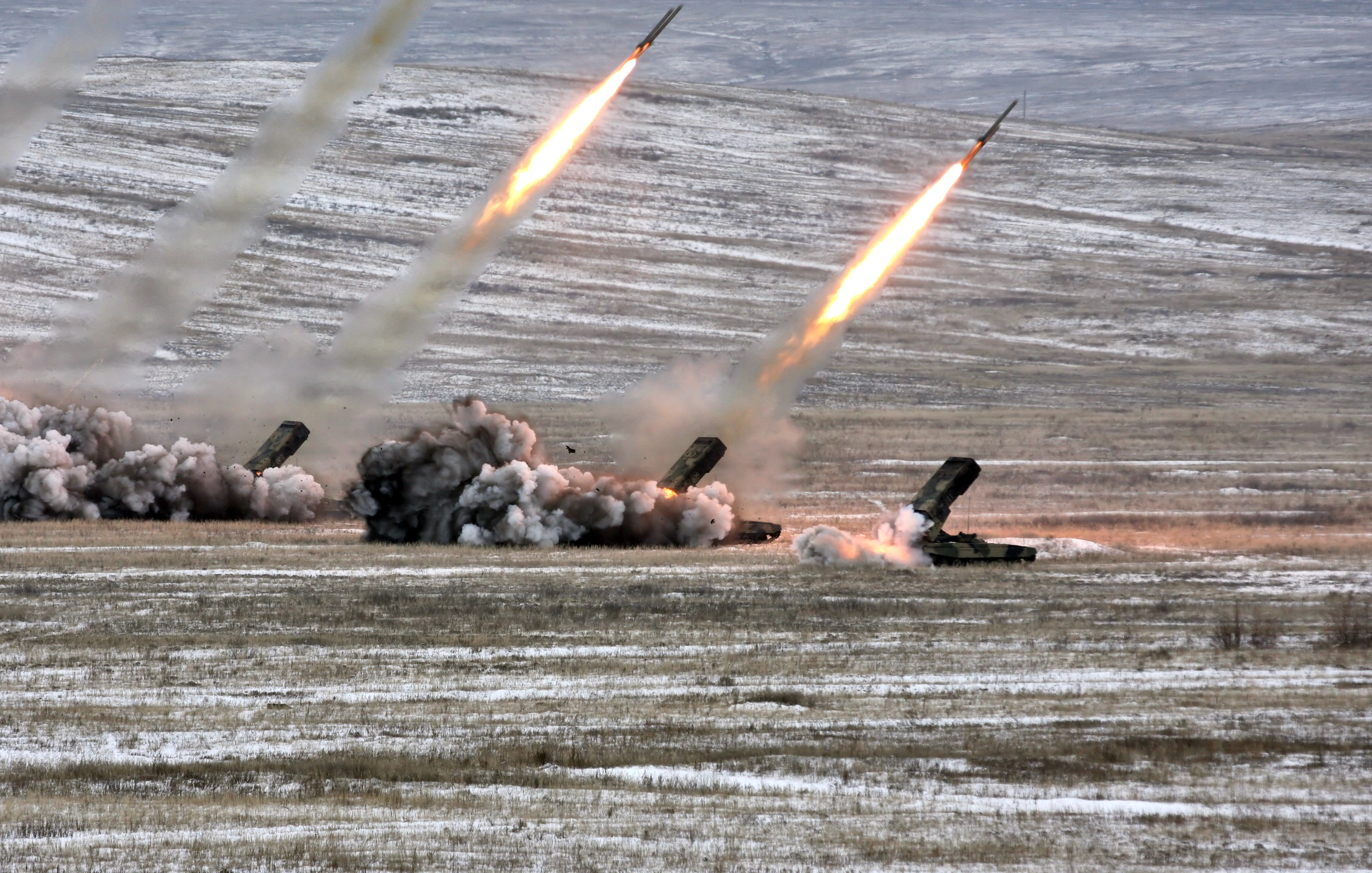
Feuernde Werfer

### Ukraine
Die OSZE stellte am 25. September 2015 ein TOS-1-System auf einem Übungsplatz 31 km südwestlich von Luhansk im Besitz pro-russischer Separatisten fest.

#### Russischer Überfall auf die Ukraine 2022
Beim russischen Überfall auf die Ukraine 2022 wurden TOS-1A im russischen Grenzgebiet zur Ukraine nahe Belgorod gesichtet. Zeugen berichteten von einer massiven Explosion in der Oblast Tscherkassy in der Ukraine, welche in der Nacht des 27. Februars 2022 von einem TOS-1A-System ausgegangen sein soll. Westliche Nachrichtendienste zweifeln jedoch daran, dass die Ursache eine Rakete des TOS-1A bzw. eine andere thermobare Waffe war. Der Mehrfachraketenwerfer wird für den Beschuss von Stellungen oder Gebäuden genutzt. Angesichts der Bedrohungen durch FPV-Drohnen, wurden auch TOS-1 Systeme mit sogenannten „Cope Cages“ ausgestattet.
Im weiteren Kriegsverlauf setzten die Streitkräfte Russlands wiederholt den TOS-1 ein. Bis Ende Juli 2024 gelang es den Ukrainischen Streitkräften, mindestens zwanzig TOS-1 zu zerstören und weitere drei zu erbeuten, wozu noch vier zerstörte und vier erbeutete Transportfahrzeuge TSM-T kommen.

### Syrien
Der International Business Times zufolge, die sich auf Fotos auf Twitter bezieht, wurde ein TOS-1A im Oktober 2015 in Syrien beobachtet. Nach Angaben der Sunday Times soll ein TOS-1A am 25. September 2016 in Aleppo eingesetzt worden sein.

## Nutzer
- TOS-1A bei der Paradeprobe in Moskau Algerien: TOS-1A[24]
- Armenien: TOS-1A[24]
- Aserbaidschan: 18 TOS-1A[7][8]

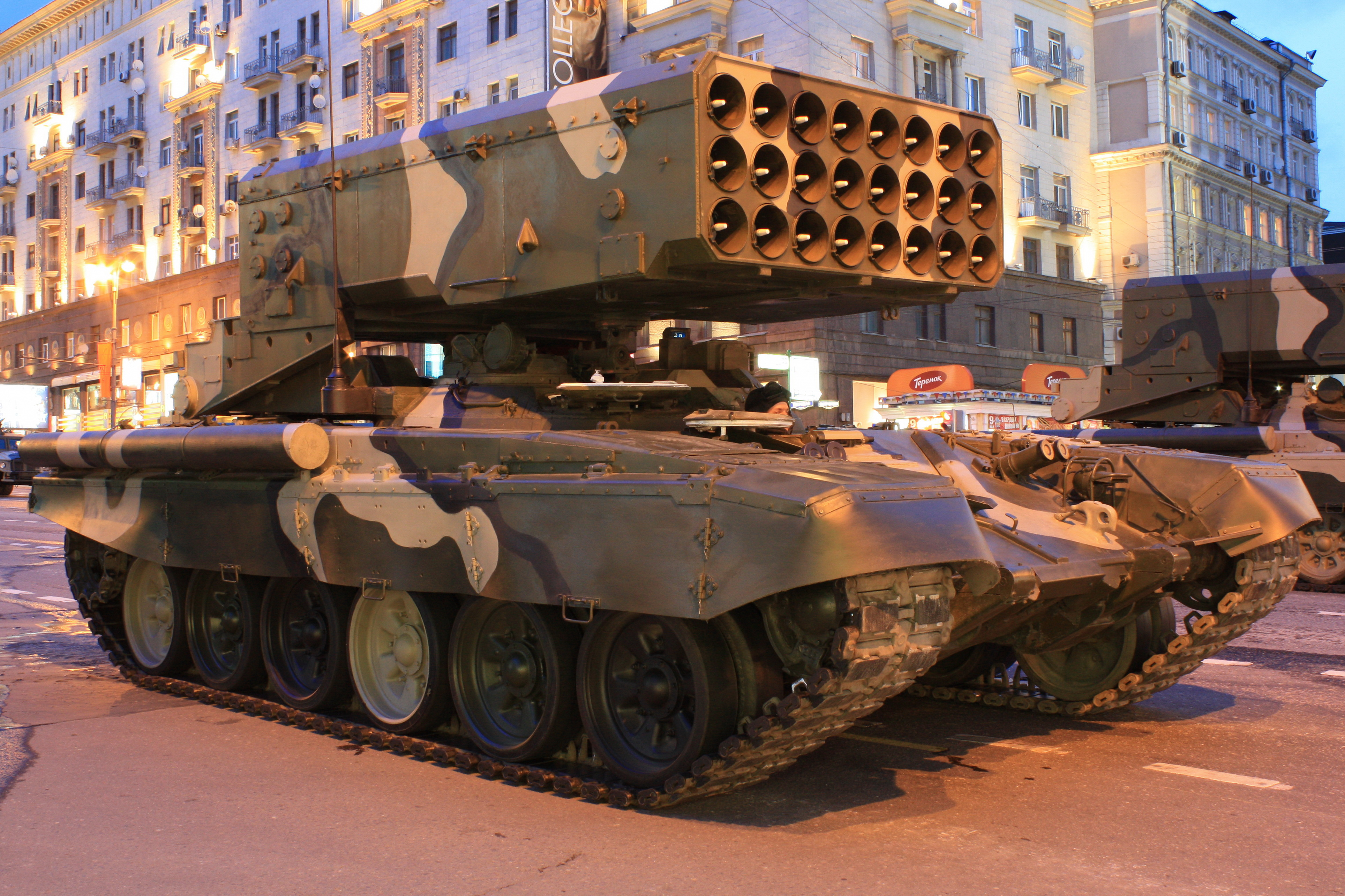
TOS-1A bei der Paradeprobe in Moskau

- Irak: 4 TOS-1E (Exportversion des TOS-1A)[15][25][26]
- Kasachstan: 4 (3)[27] TOS-1A[28][8]
- Russland: Mindestens 44 TOS-1A im aktiven Dienst des Heeres (Stand: 14. November 2018)[29][30][31][32][33][34][35]; vsl. auch WDW (Stand: April 2023)[36]
- Saudi-Arabien: TOS-1A[37]
- Ukraine: Mindestens 3 TOS-1A im Zuge des Russisch-Ukrainischen Krieges erbeutet. Stand: 15. Dezember 2022.[38][39][40][41]